# Ameer Haider Khan Hoti
Ameer Haider Khan Hoti (en ourdou : امیر حیدر خان ہوتی), né à Mardan dans la Province de la Frontière-du-Nord-Ouest le 5 février 1971, est un homme politique pakistanais.
Il a été ministre en chef de la province de Khyber Pakhtunkhwa de 2008 à 2013 puis est élu député fédéral en mai 2013.

## Biographie

### Carrière politique

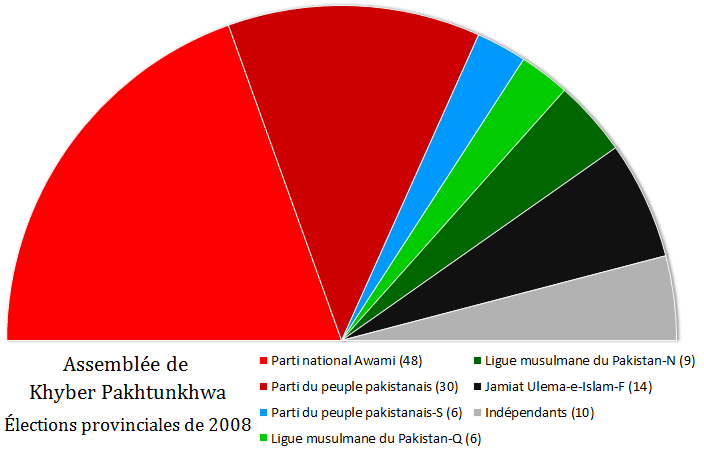
Composition de l'Assemblée provinciale de Khyber Pakhtunkhwa de 2008 à 2013.

Ameer Haider Khan Hoti est le fils de l'ancien ministre fédéral des Communications Azam Khan Hoti. Ses deux grands-pères ont été des militants en faveur des droits des Pachtounes.
Ameer Haider Khan Hoti commence sa carrière politique en 1990 en tant qu'organisateur du Parti national Awami à Mardan, sa ville natale. Il est ensuite vice-président du parti dans le district de Mardan, puis vice secrétaire-général du parti dans la province de Khyber Pakhtunkhwa, la province la plus stratégique pour le parti.
Lors des élections de 2002, il se présente aux élections provinciales dans la première circonscription de Mardan. Avec environ 5 500 voix et 22,5 % des voix, il n'arrive qu'en deuxième position, battu par un candidat de l'alliance islamiste Muttahida Majlis-e-Amal.
Lors des élections de 2008, il se présente à nouveau dans la même circonscription. Il remporte le scrutin avec près de 11 000 votes et 42,9 % des voix. Dans le même temps, son parti remporte les élections au niveau provincial et obtient une majorité relative à l'Assemblée provinciale de Khyber Pakhtunkhwa, profitant notamment du boycott des principales formations islamistes.
Le 31 mars 2008, il est investi ministre en chef de la province par l'Assemblée, c'est-à-dire qu'il dirige le gouvernement local, grâce à un accord de coalition avec le Parti du peuple pakistanais, vainqueur au niveau national. Son mandat se termine donc en mars 2013.
Lors des élections législatives de 2013, il se présente cette fois dans la première circonscription de Mardan à l'Assemblée nationale. Il est élu député et devient alors le seul membre de son parti à siéger à la chambre basse, alors qu'ils étaient treize sortant. Il est élu avec environ 30 % des voix face à douze autres candidats, battant de peu le candidat du Mouvement pour la justice qui obtient 28 %. Il est réélu d’extrême justesse lors des élections législatives de 2018 avec seulement 33 voix d'avance sur son rival du même parti.